# Молдовяну, Алин
Алин Георге Молдовяну (рум. Alin George Moldoveanu; род. 3 мая 1983, Фокшаны) — румынский стрелок, специализирующийся в стрельбе из пневматической винтовки. Олимпийский чемпион Лондона, призёр чемпионатов мира и Европы.

## Карьера
Спортивную карьеру Молдовяну начал в конце 1990-х. Тогда же попал в молодёжную сборную Румынии. В её составе занял шестое место на чемпионате мира 2002 года в Лахти в стрельбе из пневматической винтовки.
В 2004 году румынский спортсмен стал бронзовым призёром взрослого чемпионата Европы, а ещё через два года завоевал серебро мирового первенства, где уступил только индийскому стрелку Абхинаву Биндре.
На Олимпиаде в Пекине Молдовяну выступал только в стрельбе из пневматической винтовки. В квалификации он набрал 596 баллов из 600 возможных и делил третье место с Биндрой. В финальном раунде румынский стрелок выступил не лучшим образом, набрав 102,9 балла и в сумме	698,9, что принесло ему только четвёртое место, с полутораочковым отставанием от победившего Биндры.
Зато спустя четыре года на Играх в Лондоне равных Молдовяну не было. В квалификации румын набрал фантастические 599 очков, поделив первое место с итальянцем Никколо Камприани. В финальном раунде Алин лишь в шестом раунде выстрелил хуже 10 баллов (этим выстрелом он выбил 9,9) и набрав сумму 702.1 стал олимпийским чемпионом.